# Chlorolydella venusta
Chlorolydella venusta là một loài ruồi trong họ Tachinidae.